# تي أ. سبرينغر
تي أ. سبرينغر (بالهولندية: Tonny Springer)‏ هو رياضياتي وأستاذ جامعي هولندي، ولد في 13 فبراير 1926 في لاهاي في هولندا، وتوفي في 7 ديسمبر 2011 في زايست في هولندا.